# アレクサンドル・イズヴォリスキー
アレクサンドル・ペトローヴィチ・イズヴォリスキー（ロシア語: Алекса́ндр Петро́вич Изво́льский、ラテン文字転写の例：Alexandr Petrovich Izvolskii、1856年3月18日 - 1919年8月16日）は、帝政ロシアの外交官、政治家。ストルイピンの下で外務大臣を務めた。

## 人物・略歴
1894年から1906年にかけて、バチカン、セルビア、バイエルン、日本、デンマークの各公使を歴任した。日本公使時代には、清国で義和団の乱が起こっており、イズヴォリスキーは日本に対し、日露両国による大韓帝国の分割を提案している 。その後、1906年にはストルイピン首相の下で外務大臣に就任した。イズヴォリスキーは親英、親独の外交路線をとり、外交面からストルイピン体制、ストルイピン改革を支えた。特にイズヴォリスキーは、英露間の友好関係構築に尽力し1907年英露協商を締結することに成功している。1905年の日露戦争敗北後のロシアにあって、イラン、アフガニスタン、チベットにおける両国の勢力範囲を決定した。また、ロシア黒海艦隊のボスポラス海峡通過権を獲得した。英露両国の対立関係は解消し、ドイツの3B政策に対処することになる。
1908年オーストリア外相アロイス・レクサ・フォン・エーレンタールとボスニア・ヘルツェゴビナをめぐり外交交渉に臨むが、オーストリア・ハンガリー帝国はボスニア・ヘルツェゴビナを併合し外交的敗北を喫した。このボスニア・ヘルツェゴビナ併合が、ロシアの汎スラヴ主義、セルビアの大セルビア主義を刺激することとなった。また、オーストリア国内においては、民族問題が一層複雑化することとなり、後の第一次世界大戦の遠因を作ることとなる。
1910年9月に外相を解任され、フランス大使となる。ロシア革命の勃発後もフランスにとどまって亡命者となり、同国で没した。